# Sidney Verba
Sidney Verba (1932-  ) é um erudito, administrador de bibliotecas e cientista político estadunidense. Foi titular da cátedra Carl H. Pforzheimer na Harvard University e diretor da Harvard University Library entre 1984 e 2007.

## Obras selecionadas
- 2006 - Voice and Equality: Civic Voluntarism in American Politics. Cambridge: Harvard University Press (com Kay Lehman Schlozman e Henry Brady). ISBN 0-674-94292-2; ISBN 978-0-674-94292-9 (capa-dura); 10-ISBN 0-674-94293-0; 13-ISBN 978-0-674-94293-6 (brochura)
- 2005 - Contest of Symbols: The Sociology of Election Campaigns through Israeli Ephemera por Hanna Herzog (prefácio de Sidney Verba). Cambridge: Harvard University Press. 10-ISBN 0-674-01796-X; 13-ISBN 978-0-674-01796-2 (brochura)
- 2002 - Elites and the Idea of Equality: A Comparison of Japan, Sweden, and the United States. Cambridge: Harvard University Press (com Steven Kelman, Gary R. Orren, Ichiro Miyake, Joji Watanuki, Ikuo Kabashima e G. Donald Ferree). ISBN 0-674-24685-3; ISBN 978-0-674-24685-0 (capa-dura); ISBN 0-674-24686-1; ISBN 978-0-674-24686-7 (brochura)
- 2001 - The Private Roots of Public Action: Gender, Equality, and Political Participation. Cambridge: Harvard University Press (com Nancy Burns e Kay Lehman Schlozman). ISBN 0-674-00601-1; ISBN 978-0-674-00601-0, capa-dura); ISBN 0-674-00660-7; 13-ISBN 978-0-674-00660-7
- 1994 - Designing Social Inquiry: Scientific Inference in Qualitative Research. Princeton: Princeton University Press (com Gary King e Robert Keohane. ISBN 0-691-03470-2; ISBN 978-0-691-03470-6 (capa-dura); ISBN 0-691-03471-0; 13-ISBN 978-0-691-03471-3 (brochura)
- 1985 - Equality in America: A View from the Top. Cambridge: Harvard University Press (com Gary R. Orren).ISBN 0-674-25960-2; ISBN 978-0-674-25960-7 (capa-dura); ISBN 0-674-25961-0; ISBN 978-0-674-25961-4 (brochura)
- 1963 - The Civic Culture: Political Attitudes and Democracy in Five Nations. Princeton: Princeton University Press (com Gabriel Almond). Reimpresso por Little, Brown, Boston, 1980. ISBN 0-316-03490-8; ISBN 978-0-316-03490-6 (capa-dura).
- 1961 - Small Groups and Political Behavior: A Study of Leadership. Princeton: Princeton University Press. ISBN 0-691-09333-4; ISBN 978-0-691-09333-8 (capa-dura)